# 圆形公理会教堂

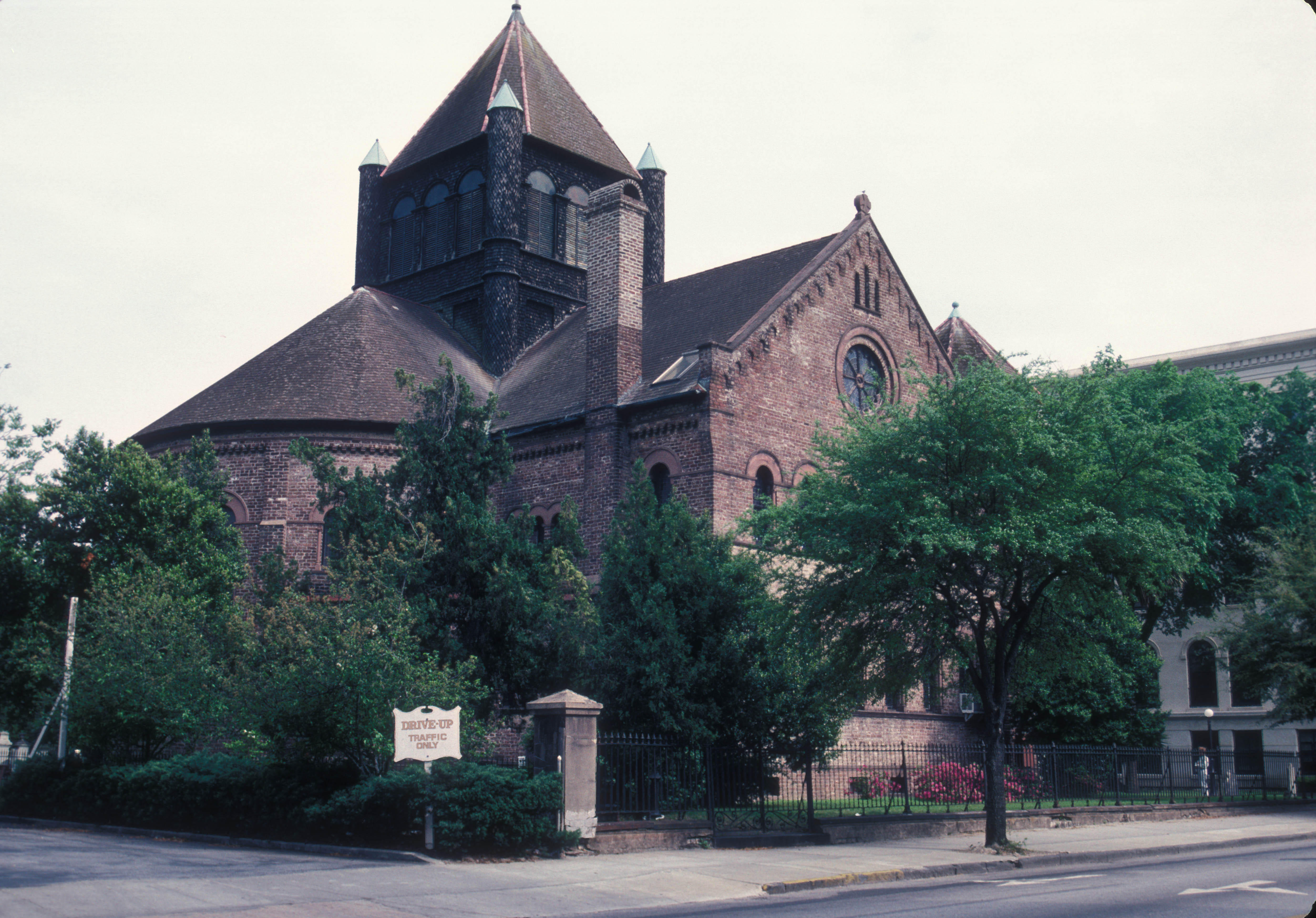
当前教堂建筑

圆形公理会教堂（Circular Congregational Church）是一座教堂，位于查尔斯顿 (南卡罗来纳州)的聚会街（Meeting Street）。该堂是南方最古老的宗教堂会之一，由殖民地的英国公理会教徒、苏格兰长老会教徒和法国胡格诺教派共同创立于1681年，至今仍具有自由主义和多元化特征，注重社会服务。
该堂最初是位于城墙西北角的旧白聚会所，所在的街道最初称为聚会所街（Meeting House Street），后来简称为聚会街（Meeting Street）。1804年，罗伯特·米尔斯设计的圆形的万神殿式建筑开始兴建，直径88英尺，有七个大门和26扇窗，可容纳2000名信徒。这是北美洲第一个重要的圆顶建筑，于1818年曾被描述为“美国最不寻常的建筑。”该堂曾一度因为缺少尖塔而遭人嘲笑：

 查尔斯顿是一个虔诚的地方
  充满虔诚的人
  他们在聚会街建造了一座教堂
  但没能竖起尖塔。

直到1838年，该堂增建了一座新英格兰风格的高182英尺的尖塔。
该堂在历史上曾是独立堂会，后来在1882年加入公理会协会（现名联合基督教会），1968年又加入美国长老会大西洋中会，是南方少数属于两个教派合一的堂会之一。
圆形教堂在1820至1860年期间曾经历过“荣耀时期”，拥有大批白人和黑人信徒。1816年创办了南卡罗来纳州第一个主日学，又创立了查尔斯顿圣经公会，为后来的美国圣经公会的前身之一。其信徒中包括两位州长。
1861年12月11日，一场大火将其烧毁。随后的内战也造成了破坏性影响。1867年，该堂的黑人信徒退出，另组普利茅斯公理会。此后信徒大为减少，1890年另建新堂。